# Alphonsea philastreana
Alphonsea philastreana là loài thực vật có hoa thuộc họ Na. Loài này được (Pierre) Pierre ex Finet & Gagnep. mô tả khoa học đầu tiên năm 1906.